# Leptodontium styriacum
Leptodontium styriacum är en bladmossart som beskrevs av Limpricht 1888. Leptodontium styriacum ingår i släktet groddmossor, och familjen Pottiaceae. Inga underarter finns listade i Catalogue of Life.